# ایندانتادول
ایندانتادول (انگلیسی: Indantadol) (CHF-3381، V-3381) دارویی است که پیش‌تر به عنوان یک ضد تشنج و محافظت کننده عصبی مورد بررسی قرار می‌گرفت و اکنون برای درمان دردهای عصبی و سرفه مزمن در اروپا توسط شرکت‌های Vernalis و Chies در حال توسعه است. به عنوان یک مهارکننده رقابتی، برگشت‌پذیر و غیرانتخابی مونوآمین اکسیداز، و به‌عنوان یک آنتاگونیست گیرنده NMDA با میل ترکیبی پایین و غیررقابتی عمل می‌کند. یک مطالعه آزمایشی ایندانتادول برای سرفه مزمن در اکتبر ۲۰۰۹ آغاز شد و در آوریل ۲۰۱۰ نتوانست به اثربخشی قابل توجهی در درد نوروپاتیک در آزمایش‌های بالینی فاز IIb دست یابد.